# Cristián V de Dinamarca
Cristián V (Flensburgo, 15 de abril de 1646-Copenhague, 25 de agosto de 1699) fue rey de Dinamarca y Noruega de 1670 a 1699. Hijo de Federico III de Dinamarca y Sofía Amelia de Brunswick-Lüneburg.
Fue el segundo monarca absoluto de Dinamarca y Noruega, consolidando el poder real tras la Lex Regia de 1665. Gobernó con firmeza, modernizando la administración y fortaleciendo la autoridad de la corona frente a los privilegios de la nobleza.
Promovió una burocracia eficiente, apoyándose en funcionarios leales y reduciendo la influencia política de la aristocracia. Impulsó el Código Danés (1683), unificando y modernizando la legislación del reino. Fomentó el comercio y la industria bajo principios mercantilistas. Hizo grandes intentos por recuperar los territorios perdidos ante Suecia, en la Guerra de Escania (1675–1679) no logró sus objetivos estratégicos.
Aunque su reinado enfrentó desafíos financieros y geopolíticos, sentó las bases para un Estado más cohesionado y preparó el camino para futuras reformas bajo sus sucesores.

## Biografía
En 1648, fue proclamado como príncipe heredero, a los 2 años de edad. A los 18 años obtuvo un puesto en el Consejo del Reino, sin tener gran influencia, ya que la monarquía era absoluta. El 14 de mayo de 1667 se casó con Carlota Amalia de Hesse-Kassel, hija del landgrave Guillermo VI de Hesse-Kassel, en Nykøbing.
En 1670, murió Federico III y de acuerdo a la Ley Real de 1665, Cristián se convirtió, por herencia, en el segundo monarca absoluto de Dinamarca y Noruega. Como había ascendido al trono únicamente por herencia y no por elección, no fue coronado, sino solo ungido, en la iglesia del castillo de Frederiksborg, el 9 de febrero de 1670.
Uno de sus primeros actos fue introducir en la corte, en 1671, a su amante de dieciséis años, Sophie Amalie Moth, un hecho que insultó a la reina. Amalia era la hija de Poul Moth, un maestro de Cristián, y fue la amante oficial del rey. Ella fue convertida en condesa de Samsø el 31 de diciembre de 1677, y viviría en las inmediaciones del palacio de Copenhague.
Su gran ánimo personal y extrema afabilidad lo hicieron muy popular entre la gente, quizás en parte debido a su política de colocar a plebeyos daneses en cargos públicos, una medida para limitar la influencia de la nobleza. Para justificar el nombramiento de plebeyos, otorgó entre estos los títulos de barón y de conde.
Bajo la guía de su gran canciller, Peder Griffenfeldt, Dinamarca vivió un breve período de oportunidades para recuperar su vieja posición de gran poder en la región. Pero presionado por los recelos de sus adversarios, Cristián destituyó al canciller, sacrificando así el brillante liderazgo de Griffenfeldt. Irónicamente, al hacer esto Cristián produjo un gran daño al prestigio de la monarquía. Los recursos del Estado fueron dilapidados en la infructuosa guerra contra Suecia de 1675 a 1679, conocida como la guerra Escanesa, en Escania, antigua provincia de Dinamarca que los daneses pretendían recuperar y que habían perdido en favor de Suecia en el tratado de Roskilde. También pretendió reincorporar el ducado de Holstein-Gottorp —aliado de Suecia— a la soberanía danesa, pero al final de la guerra, por la mediación de Francia, el ducado fue reconocido como independiente de Dinamarca.

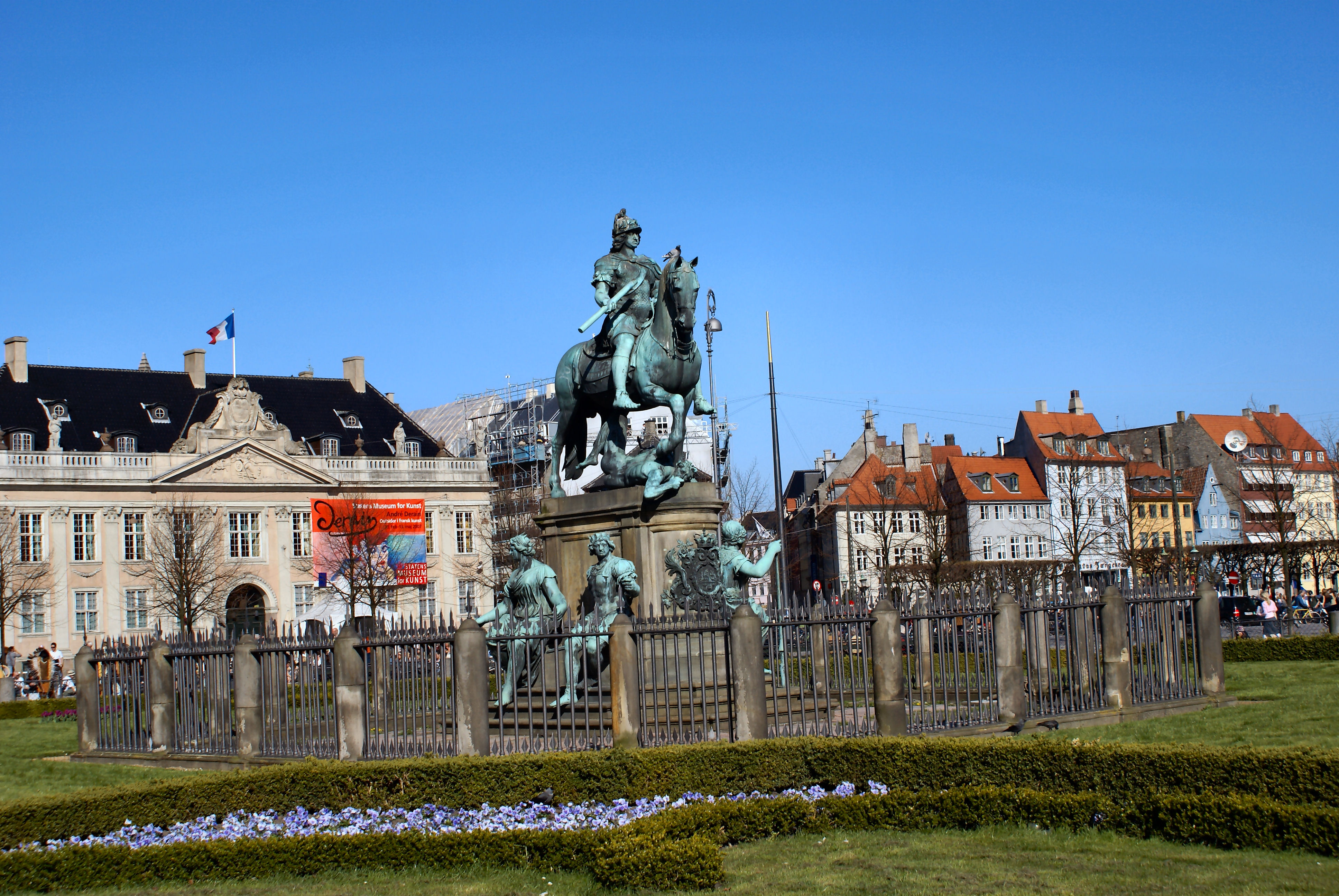
Estatua ecuestre del rey en Copenhague

Durante los veinte años de paz posteriores al fin de la guerra, se realizó muy poco para el progreso interno del reino. Sin embargo, algunos aspectos positivos de su reinado deben ser mencionados. Uno de ellos fue la creación de la Ley Danesa (Danske Lov) en 1683 que fue el primer código de ley generalizado para toda Dinamarca. También fue formulada la Ley Noruega (Norske Lov) de 1687, similar a la danesa. Otra importante obra fue la introducción del registro de tierras de 1688 con el cual se trató de fijar el valor unificado de las tierras de la monarquía para crear una tasación más justa. También la ciencia tuvo una época de oro por el trabajo del astrónomo Ole Rømer, a pesar del poco interés del rey por la cultura y la ciencia. En el terreno de las artes el escultor francés Abraham César Lamoureux fue contratado como escultor de la corte, realizando la estatua ecuestre del rey.
También durante su reinado, se creó la Compañía Danesa de las Indias Occidentales (1671), una concesión para explorar, explotar y colonizar las islas caribeñas de Sankt Thomas y de Sankt Jan, en el Mar Caribe, que serían conocidas como Indias Occidentales Danesas (en las actuales Islas Vírgenes estadounidenses). Las funciones de la Compañía se extendió posteriormente a la Costa de Oro danesa (actual Ghana, en África) en 1680.
Cristián V murió por las consecuencias de las heridas de un accidente que le sucedió cuando estaba de cacería. Fue enterrado en la catedral de Roskilde.

## Matrimonios y descendencia
Cristián tuvo siete hijos con su esposa, la reina Carlota Amalia:
- Federico IV (1671-1730): sucedió a su padre como rey de Dinamarca y Noruega.
- Cristián Guillermo (1672-1673).
- Cristián (1675-1695).
- Sofía Eduviges (1677-1735).
- Carlos (1680-1729): conde de Vemmetofte.
- Cristiana Carlota (1679-1689).
- Guillermo (1687-1705).

Con su amante Sophie Amalie Moth, condesa de Samsø, tuvo cinco hijos:
- Cristiana Gyldenløve (1672-1689).
- Cristián Gyldenløve (1674-1746).
- Sofía Gyldenløve (1675-1684).
- Ana Gyldenløve (1676-1699).
- Ulrico Cristián Gyldenløve (1678-1719).

## Sucesión
| Predecesor: Federico III | Rey de Dinamarca y Rey de Noruega 1670-1699 | Sucesor: Federico IV |